# Сан Франциско
Сан Франциско (на английски: San Francisco, в превод от испански „Свети Франциск“) е град и окръжен център на едноименния окръг в щата Калифорния, САЩ. Градът е разположен на Западното крайбрежие на САЩ с излаз на Тихия океан на запад и граничещ със Санфранциския залив на север и изток и с окръг Сан Матео на юг. Окръг и град Сан Франциско съвпадат. Сан Франциско е както единствен град в окръга така и негов окръжен център. Сан Франциско също е и подрайон в по-големия метрополис – Района на Санфранциския залив.
Сан Франциско е и един от първите 14 глобални града според Група и мрежа за изследване на глобализацията и глобалните градове.

## История
Старото име на Сан Франциско е Йерба Буена, кръстен така от испанските заселници през 18 век поради изобилието на един храст, от който е идвало старото име. Името се е запазило и има остров с това име, остров Йерба Буена, недалеч от града. Островът е свръзка между Оукланд и Сан Франциско посредством моста „Бей Бридж“. „Бей Бридж“ е най-големият мост на територията на Калифорния, той е платен мост, като таксата за преминаване е 4$ само в посока Оукланд – Сан Франциско. Другият мост, които е по-известен, е „Голдън Гейт Бридж“, но той е значително по-малък от „Бей бридж“. Когато градът е превзет от американците през 1846 г., по време на Мексиканско-американската война, е преименуван на Сан Франциско.
Църквата „Мисия Свети Франциск от Асизи“, известна още като „Мисия Долорес“, е най-старата сграда в Сан Франциско, основана на 9 октомври 1776 г., на която е кръстен и градът. Църквата от своя страна е кръстена на Свети Франциск от Асизи, монахът, от който идва името на францисканският орден. Църквата се намира в квартал Мишън.

## География и климат

### Топография
Теренът на Сан Франциско е доста интересен и разнообразен. Преобладават хълмовете в централната част на града (в Сан Франциско има общо 42 хълма) като на места улиците се спускат стръмно надолу или съответно се изкачват стръмно нагоре. Хълм в Сан Франциско представлява възвишение над 30 m.

### Климат
Средната температура през лятото е между 15 и 24 °С , докато през зимата е между 10 и 15 °C през деня. През студени зимни нощи може да падне и между 0 и 5 °C, макар и много рядко да достига 0 °C. През лятото дъжд вали много рядко, а през зимата сняг почти никога не е падал. Тихият океан, граничещ със западната част на града, е изключително студен през цялата година, с температура на водата около 10 °C.
През януари средната сутрешна най-ниска температура е 8 °C, а следобедната средна най-висока е 14 °C. През септември, най-топлият месец в Сан Франциско, средните най-ниски температури достигат 13 °C, а средните най-високи са 22 °C. Средното годишно количество на валежите е 507,2 mm, 85% от което пада между ноември и март. Между май и септември почти няма валежи.
| Климатична таблица за Сан Франциско | Климатична таблица за Сан Франциско | Климатична таблица за Сан Франциско | Климатична таблица за Сан Франциско | Климатична таблица за Сан Франциско | Климатична таблица за Сан Франциско | Климатична таблица за Сан Франциско | Климатична таблица за Сан Франциско | Климатична таблица за Сан Франциско | Климатична таблица за Сан Франциско | Климатична таблица за Сан Франциско | Климатична таблица за Сан Франциско | Климатична таблица за Сан Франциско | Климатична таблица за Сан Франциско |
| Месеци                              | яну.                                | фев.                                | март                                | апр.                                | май                                 | юни                                 | юли                                 | авг.                                | сеп.                                | окт.                                | ное.                                | дек.                                | Годишно                             |
| Средни максимални температури (°C)  | 13,1                                | 15,2                                | 16,0                                | 17,7                                | 19,2                                | 21,3                                | 22,0                                | 22,4                                | 23,1                                | 21,2                                | 16,9                                | 13,4                                | 18,46                               |
| Средни температури (°C)             | 9,25                                | 11,2                                | 11,85                               | 13,05                               | 14,5                                | 16,35                               | 17,1                                | 17,6                                | 18                                  | 16,1                                | 12,65                               | 9,65                                | 13,94                               |
| Средни минимални температури (°C)   | 5,4                                 | 7,2                                 | 7,7                                 | 8,4                                 | 9,8                                 | 11,4                                | 12,2                                | 12,8                                | 12,9                                | 11,0                                | 8,4                                 | 5,9                                 | 9,43                                |
| Средни месечни валежи (mm)          | 110,5                               | 80,5                                | 77,7                                | 34,8                                | 4,8                                 | 2,8                                 | 0,8                                 | 1,3                                 | 5,1                                 | 31,0                                | 72,6                                | 78,5                                | 500,4                               |
| Брой дъждовни дни                   | 8.0                                 | 7.4                                 | 8.0                                 | 4.8                                 | 1.3                                 | 0.5                                 | 0.2                                 | 0.3                                 | 0.9                                 | 2.6                                 | 6.4                                 | 7.6                                 | 48                                  |
| ----------------------------------- | ----------------------------------- | ----------------------------------- | ----------------------------------- | ----------------------------------- | ----------------------------------- | ----------------------------------- | ----------------------------------- | ----------------------------------- | ----------------------------------- | ----------------------------------- | ----------------------------------- | ----------------------------------- | ----------------------------------- |
| Източник: worldweather.org          |                                     |                                     |                                     |                                     |                                     |                                     |                                     |                                     |                                     |                                     |                                     |                                     |                                     |

### Квартали
Вижте също Списък на кварталите в Сан Франциско
Сан Франциско има разнообразни квартали, всеки със свой чар и характеристики. Има много етнически квартали, като италианския Норт Бийч, Китайския квартал, предимно японския Уестерн Адишън, латиноамериканския Мишън, предимно руския Ричмънд и предимно виетнамския Тендерлойн. Някои квартали са бизнес ориентирани като Финансовия район и Даунтаун. В други живеят предимно хора от определена сексуална ориентация, като гей квартала Кастро. Други се знаят като тузарски и богаташки като Телеграф Хил, Марина, Нои Вали, Президио, Пасифик Хайтс и други. Квартала Хейт-Ашбъри става известен като епицентър на хипи движението през 60-те години. Има и квартали-острови, като например остров Йерба Буена. Кварталите по-близо до Тихия океан са по-мъгливи, докато тези в източната част на града са по-слънчеви. Някъде от квартала Мишън, който е слънчев, на запад, времето в Сан Франциско е по-мъгливо отколкото източната част на града.

### Паркове
Най-големият парк в Сан Франциско е Голдън Гейт Парк. Други паркове са Президио (един от големите паркове), Буена Виста парк (Buena Vista Park, в превод парк „Хубава гледка“, най-старият в града), Аламо Скуеър, Йерба Буена Гардънс (Yerba Buena Gardens, в превод Градините „Йерба Буена“), Юниън Скуеър, който е в най-туристическата централна част на Сан Франциско, Лафайет парк, Долорес парк (Dolores Park), Криси филд (също голям парк) (Crissy Field), Сидни Г. Уолтън Скуеър (разположен в центъра) и други.

### Плажове
Някои от по-известните плажове в Сан Франциско са Бейкър Бийч и Оушън Бийч.

## Население
Населението на Сан Франциско е 744 231 души (прогноза 2004 г.). Сан Франциско е 4-тият по големина град в щата Калифорния, 14-ия по население в САЩ и е най-гъсто населеният в САЩ след Ню Йорк. 146 души са отбелязали, че са от български произход на последното преброяване на населението (2000). В Сан Франциско 89% от жителите са хетеросексуални, въпреки по-големия брой ЛГБТ жители в сравнение с някои други градове. Сан Франциско е част от по-големия район, наречен Районът на Санфранциския залив, който е с население от 6,7 милиона души и е 5-ият по големина метрополис в САЩ.

## Икономика
Туризъмът е най-добре развит в града. Има многобройни хотели, а казват, че на територията на Сан Франциско се помещават и 2000 ресторанта. Площад Юниън Скуеър в центъра е основен туристически район на града. Сан Франциско е една от десетте най-посещавани туристически дестинации в САЩ, и една от първите петдесет в света. Според списание The Economist, 15 милиона туристи са посетили Сан Франциско през 2004 г., което носи приходи на града в размер на 6,7 милиарда долара.
Други добре застъпени отрасли са модният дизайн (компании като GAP и Levi's са създадени и имат централни офиси тук), архитектурата, компютърната индустрия (недалеч е и Силициевата долина), и изкуствата (една на всеки единадесет работи е свързана с изкуствата по данни на Търговската камера на Сан Франциско).
Финансите и банковото дело също предлагат много възможности, Тихоокеанската стокова борса се намира в центъра на Сан Франциско. Вносът и износът са добре развити, като се използва близостта и взаимосвързаността с Азия и добрата пристанищната база на районът на залива на Сан Франциско (като например Пристанище Оукланд и Пристанище Сан Франциско).
Компании със седалище в Сан Франциско (Fortune Global 500 в скоби):
- Visa Inc. – една от най-големите компании за кредитни карти в света; през 2012 г. се е преместила във Фостър Сити
- Charles Schwab Corporation (402) – най-големият финансов брокер в света
- Levi Strauss & Co. (Levi's) – компания, известна с марката дънки Levi's
- Lucasfilm – филмова компания, основана от Джордж Лукас, известна с поредицата Междузвездни войни
- Wells Fargo (49) – компания за финансови услуги
- McKesson (16) – медицинско-фармацевтична компания
- Gap Inc. (124) – най-големият специализиран търговец на дребно в САЩ
- Крейгслист – популярна централизирана мрежа от онлайн градски общества създадена в Сан Франциско

## Политика
От 2018 г. кмет на Сан Франциско е Лондон Брид, първата афроамериканка на този пост. Законодателната власт в Сан Франциско се упражнява от Санфранциският общински съвет. В Сан Франциско са разположени над 30 чужди консулства. (1) както и седалището на Върховния съд на Калифорния.
През 1892 г. в града е създаден Сиера клуб (Sierra Club), голяма национална организация за опазване на околната среда, с над 750 000 члена. През 1945 г. в Сан Франциско се учредява ООН – Организацията на обединените нации.

## Култура и изкуство
Градът предлага невероятни гледки във и около него. Самият град сам по себе си е много красив и интересен, смесица от американска, латиноамерикано-испанска, европейска и азиатски култури. Градът е светъл, бял, напомнящ много на някой средиземноморски или близкоизточен град. В и около града е обозначен маршрута на 49-милният живописен път, който минава покрай някои от забележителностите, обектите и интересните квартали и райони на Сан Франциско.

### Забележителности
Основна категория Забележителности на Сан Франциско
1. Алкатрас – означава „пеликан“ на испански, едноименният остров, бивш затвор, където Ал Капоне е лежал, сега музей.
2. Двореца на легиона на честта – (Palace of the Legion of Honor) е музей за изящно изкуство в Сан Франциско, направен по подобие на този в Париж
3. Кулата Койт – кула, посветена на Сан Франциско от Лили Хичкок Койт
4. Мостът Голдън Гейт – червеният мост, свързващ Сан Франциско с окръг Марин и Северния залив, един от символите на Сан Франциско
5. Норт Бийч – „Северният плаж“, който всъщност не е плаж, а италианската част на града с многобройни италиански заведения. За разлика от други места в Америка, тук наистина все още се говори италиански.
6. Пирамидата Трансамерика – най-високата сграда в Сан Франциско, един от символите на града
7. Улица Ломбард – една от най-завъртените улици в света, която също е и доста стръмна
8. Фишерманс Уорф – Рибарският кей (Fisherman's Wharf), кей 39 от всички кейове е един от най-известните
9. Хейт-Ашбъри – хипи квартала, епицентърът на събитията през Лятото на любовта, 1969
10. Чайнатаун – Китайският квартал, третият по големина китайски квартал в Северна Америка и най-старият такъв, около 30% от населението на Сан Франциско се определя да е с китайски произход, не малка част от което живее и работи в Чайнатаун
11. Зоопарк Сан Франциско – Зоопарка в Сан Франциско, много добре подреден, с над 250 животински вида, в югозападната част на града до Тихия океан
12. Сивик сентър – или Градския център, квартал в Сан Франциско в който е и едноименния площад със сградата на община Сан Франциско
13. Пагодата на мира – японска пагода в Японския квартал, който е част от квартала Уестерн Адишън.
14. Голдън Гейт Парк – най-големият парк в Сан Франциско, който е по-голям от нюйоркския Сентръл Парк.
15. Мост Сан Франциско - Оукланд – един от големите мостовете на Санфранциския залив.
16. Метреонът – развлекателен и търговски център.
17. Санфранциска ботаническа градина – ботаническа градина разположена в Голдън Гейт Парк.
18. Юниън Скуеър – популярен площад в центъра на града
19. Дворец на изящните изкуства (Palace of Fine Arts), група от архитектурни забележителности в които се правят изложения и други прояви
20. Ембаркадеро – място от където много добре се вижда „Даунтаун“ и неговите небостъргачи.
21. Кей 39 – док на които има огромно количество тюлени, които са една от най-инересните забележителности за любителите на този животински вид. Намира се в кв. „Фишерманс Уорф“.
22. Улица „Маркет“ – най-голямата търговска улица на която можете да намерите абсолютно всичко от което се нуждаете.

### Музика
От 2004 г. в Сан Франциско се провежда Парадът на любовта – едно от най-големите музикални събития за електронна музика в света, наследило закритото такова в Берлин, Германия.
Музикални групи, създадени в града: Джърни (1973 г.), Дед Кенедис (1978 г.), Exodus (1980 г.), Possessed (1982 г.), Faith No More (1982 г.)
Музикални групи, живеещи в града: Metallica (1983 г.)

### Музеи и галерии
- Азиатски музей на изкуството, Сан Франциско (Asian Art Museum of San Francisco)
- Възпоменателен музей „М. Х. де Янг“
- Калифорнийски дворец на легиона на честта (California Palace of the Legion of Honor)
- Музей на модерното изкуство, Сан Франциско (San Francisco Museum of Modern Art)

### Медии и онлайн ресурси
Сан Франциско Кроникъл е всекидневен вестник с най-голям тираж в Сан Франциско. Други вестници са безплатините алтернативни вестници СФ Уикли и Сан Франциско Бей Гардиън.
„Крейгслист“ е най-популярната обществена страница в Районът на Сан Франциско, представлява онлайн градски общества с дискусионни форуми, обяви и много друга полезна информация.

### Филми
Някои филми, заснети в Сан Франциско или показващи града:
- Истина ли е...
- Месец любов
- 40 дни и 40 нощи (2002)
- 48 часа (1982)
- Знак на съдбата (2001)
- Игра със смъртта (1988) – с участието на Клинт Истуд
- Интервю с вампир (1994)
- Мисис Даутфайър (1993)
- Президио (1988) – с участието на Шон Конъри, Мег Райън и др.
- Първичен инстинкт (1992)
- Сватбеният агент (2001)
- Систър акт (1992)
- Скалата (1996)
- Стар Трек IV: Пътуване към вкъщи (1986)
- Х-Мен: Последният сблъсък (2006)
- Хълк (2003)
- Зодиак (2007))
- Воина(2006)
- Дневниците на принцесата 1 и 2(2001-2006)
- Зората на планетата на маймуните (2014)
- Мръсният Хари

### Сериали
Някои теливизионни сериали, заснети в Сан Франциско или показващи града:
- Дарма и Грег (1997 – 2002)
- Монк (2002 – 2010)
- Пълна къща (1987 – 1995)
- Чародейките (1998 – 2006)
- Улиците на Сан Франциско (1972 – 1977)

## Образование
Висши учебни заведения:
- Калифорнийски университет - Сан Франциско (University of California, San Francisco)
- Щатски университет - Сан Франциско (San Francisco State University)
- Санфранциски институт по изкуствата (San Francisco Art Institute)
- Санфранциска музикална консерватория (San Francisco Conservatory of Music)

Колежи:
- Санфранциски колеж (City College of San Francisco)

Библиотеки
- В Сан Франциско функционира мрежата на Санфранциска обществена библиотека, която има 27 клона в града.

Вижте също Район на Санфранциския залив за допълнителни образователни институции в непосредствена близост.

## Спорт
В Сан Франциско ежегодно се провежда надбягването от Заливът до големите пенливи вълни. В Професионалната бейзболна лига се състезават Сан Франциско Джайънтс, в Националната лига по американски футбол участват Сан Франциско Фортинайнърс, а в Националната баскетболна асоциация играе отборът на Голдън Стейт Уориърс.

## Транспорт и пътища
Основна категория Транспорт в Сан Франциско и Пътища в Сан Франциско
Общественият транспорт в Сан Франциско е много добре развит. Има представен всевъможен транспорт: BART (метрото), CalTrain (влак), Muni Metro (мрежа от трамваи, кабелни трамваи, тролеи, автобуси, всевъзможни фериботни линии до останалите градове на Санфранциския залив) и три летища в Района на Залива. Многобройни таксита кръстосват града също. В Сан Франциско е трудно да се намери място за паркиране. Специализирани служебни коли следят за спазването на закона за паркиране.
Улица „Маркет“ е основна пътна артерия в града. Някои пътища са популярни сред туристите като завъртяната ул. „Ломбарт“ и 49-милният път, който преминава покрай значими обекти в Сан Франциско. Основни пътища преминаващи до вода са „Ембаркадеро“ в източната част на града до залива и магистрала 1 до океана.

## Побратимени градове
Сан Франциско е побратимен с:
- Абиджан, Кот д'Ивоар;
- Адис Абеба, Етиопия;
- Асизи, Италия;
- Барселона, Испания (от 2010 г.);
- Каракас, Венецуела;
- Корк, Република Ирландия;
- Манила, Филипини;
- Осака, Япония;
- Париж, Франция;
- Сеул, Южна Корея;
- Сидни, Австралия;
- Солун, Гърция;
- Тайпе, Тайван;
- Тюмен, Русия;
- Хайфа, Израел;
- Хошимин, Виетнам;
- Цюрих, Швейцария;
- Шанхай, Китай.